# Кордильейра-Алта
Кордильейра-Алта (порт. Cordilheira Alta)  —  муниципалитет в Бразилии, входит в штат Санта-Катарина. Составная часть мезорегиона Запад штата Санта-Катарина. Входит в экономико-статистический  микрорегион Шапеко. Население составляет 3241 человек на 2006 год. Занимает площадь 83,768 км². Плотность населения — 38,7 чел./км².

## История
Город основан 1 июня 1995 года.

## Статистика
- Валовой внутренний продукт на 2003 составляет 58.069.018,00 реалов (данные: Бразильский институт географии и статистики).
- Валовой внутренний продукт на душу населения на 2003 составляет 18.300,98 реалов (данные: Бразильский институт географии и статистики).
- Индекс развития человеческого потенциала на 2000 составляет 0,826 (данные: Программа развития ООН).